# Elios Manzi
Elios Manzi (ur. 28 marca 1996) – włoski judoka. Olimpijczyk z Río de Janeiro, gdzie zajął siedemnaste miejsce w wadze ekstralekkiej.
Uczestnik mistrzostw świata w 2017 i 2019. Startował w Pucharze Świata w latach 2016, 2017 i 2019. Brązowy medalista mistrzostw Europy w 2016, 2022 i 2024 roku.

## Letnie Igrzyska Olimpijskie 2016
| Konkurencja | Eliminacje          | Klas. końcowa |
| Konkurencja | Przeciwnik I        | Miejsce       |
| ----------- | ------------------- | ------------- |
| 60 kg       | Kim Won-jin (KOR) P | 17.           |